# Platoni
Platoni (en llatí Platonius, en grec antic Πλατώνιος) fou un gramàtic grec.
D'aquest personatge únicament se sap que un tractat que porta el seu nom està afegit a les edicions d'Aristòfanes sota el títol Περὶ διαφορα̂ς κωμωδιω̂ν. Parla de les diferències entre la vella comèdia, la comèdia mitjana i la nova comèdia, especialment de les dues primeres, i les causes d'aquestes diferències. Les explicacions són indicades de forma breu, però precisa.